# Blondi
Blondi, née vers 1941 et morte le 29 avril 1945 à Berlin, est une chienne de race berger allemand, connue pour avoir appartenu à Adolf Hitler.

## Description
De race berger allemand, cet animal était un cadeau offert par Gerdy Troost, épouse de Paul Troost (tous deux architectes réputés du régime nazi), à Hitler et dont le père « Harass » appartenait à Gerdy Troost. 
Par le passé, Hitler avait déjà possédé un premier berger allemand nommé « Prinz », qui lui avait été donné en 1921, pendant ses années de difficultés économiques, mais il fut forcé d'envoyer le chien vivre ailleurs ; celui-ci s'échappa et revint vers son maître. Hitler développa dès lors un grand respect pour cette race de chiens. Il en posséda deux autres par la suite, une mère (née en 1926) et sa fille (née en 1930), nommées « Blonda ».
En 1942, Hitler acheta à un employé de la poste d'Ingolstadt, une autre chienne berger allemand nommée « Bella », afin qu'elle tienne compagnie à Blondi.
Tous les récits s'accordent sur l'affection qu'Hitler avait pour sa chienne. Elle restait souvent à ses côtés et il lui fut permis de dormir dans sa chambre dans le Führerbunker à Berlin, y compris lors du siège de la ville en avril 1945, au début duquel elle mit bas cinq chiots. Hitler nomma l'un des chiots « Wolf » (« loup ») qui était son surnom préféré et aussi l'un des éléments de son propre prénom, Adolf.
La secrétaire d'Hitler, Traudl Junge, affirme qu'Eva Braun détestait Blondi à laquelle elle donnait parfois des coups de pied sous la table de la salle à manger, préférant ses deux Terrier écossais : Negus et Stasi.
Pendant la bataille de Berlin, il ordonna à son médecin, Ludwig Stumpfegger, de donner des capsules de cyanure à Blondi pour s'assurer qu'elles étaient bien efficaces. En effet, Hitler, de plus en plus paranoïaque, craignait que Heinrich Himmler lui ait fait parvenir de fausses capsules. Or, le Führer ne voulait surtout pas être fait prisonnier d'où l'idée d'utiliser sa chienne comme cobaye (finalement la cause généralement acceptée de la mort d'Hitler est le suicide par balle, cf : mort d'Adolf Hitler). Hitler devint complètement inconsolable.
Après la mort d'Hitler et d'Eva Braun, Blondi fut enterrée dans un cratère d'obus situé dans le jardin de la chancellerie. Ses quatre autres chiots furent tués par le maître-chien du Führer, le sergent-major Fritz Tornow (en), qui fut bientôt capturé par les Soviétiques.

## Dans la culture populaire
Blondi est mentionnée dans une chanson de Walter Moers, Ich hock' in meinem Bonker et dans un roman de Peter Greenaway, Gold (1992). Elle est également citée dans la série BD comique de Ralf König, un petit chien blanc caractériel nommé Al considérant Blondi (orthographié « Blondie » dans ces ouvrages) comme son fantasme absolu. Blondi, renommée « Prinz », est le fil conducteur du roman Les Années de chien de Günter Grass. Elle fait partie de l'intrigue de Opération Napoléon d'Arnaldur Indriðason (1999). 
Par ailleurs, dans la BD parodique De Gaulle à la plage, de Jean-Yves Ferri, le général De Gaulle possède un chien au caractère difficile, nommé Wehrmacht, censé être « l’un des rejetons du chien-loup d’Hitler ». Chien qui exista réellement sous le nom de Vincam, comme en témoignent les Mémoires du fils de de Gaulle.
Dans le film Iron Sky 2 le t-rex d'Adolf Hitler s'appelle Blondi.